# ペロペロキャンディ
ペロペロキャンディとは、串が刺さった円盤のような形状をした大きな飴である。祭りなどでの露店や駄菓子屋によく売られている。アメリカ合衆国などではロリポップ（英: lollipop）と呼ばれる。
日本では全国的に赤や白、青、黄色、桃色の渦巻状の模様が描かれていることが多い。海外のものとは違って酸味がなく、日本古来の単に甘いだけの飴と同じような味のものが多い。その名のとおり、ペロペロ舐めながら食べるお菓子の一つである。

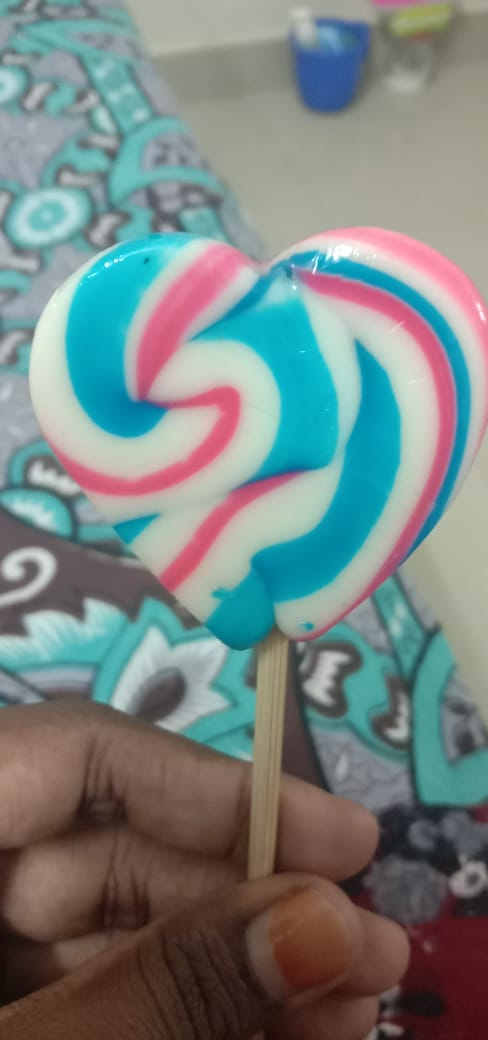
ハート形
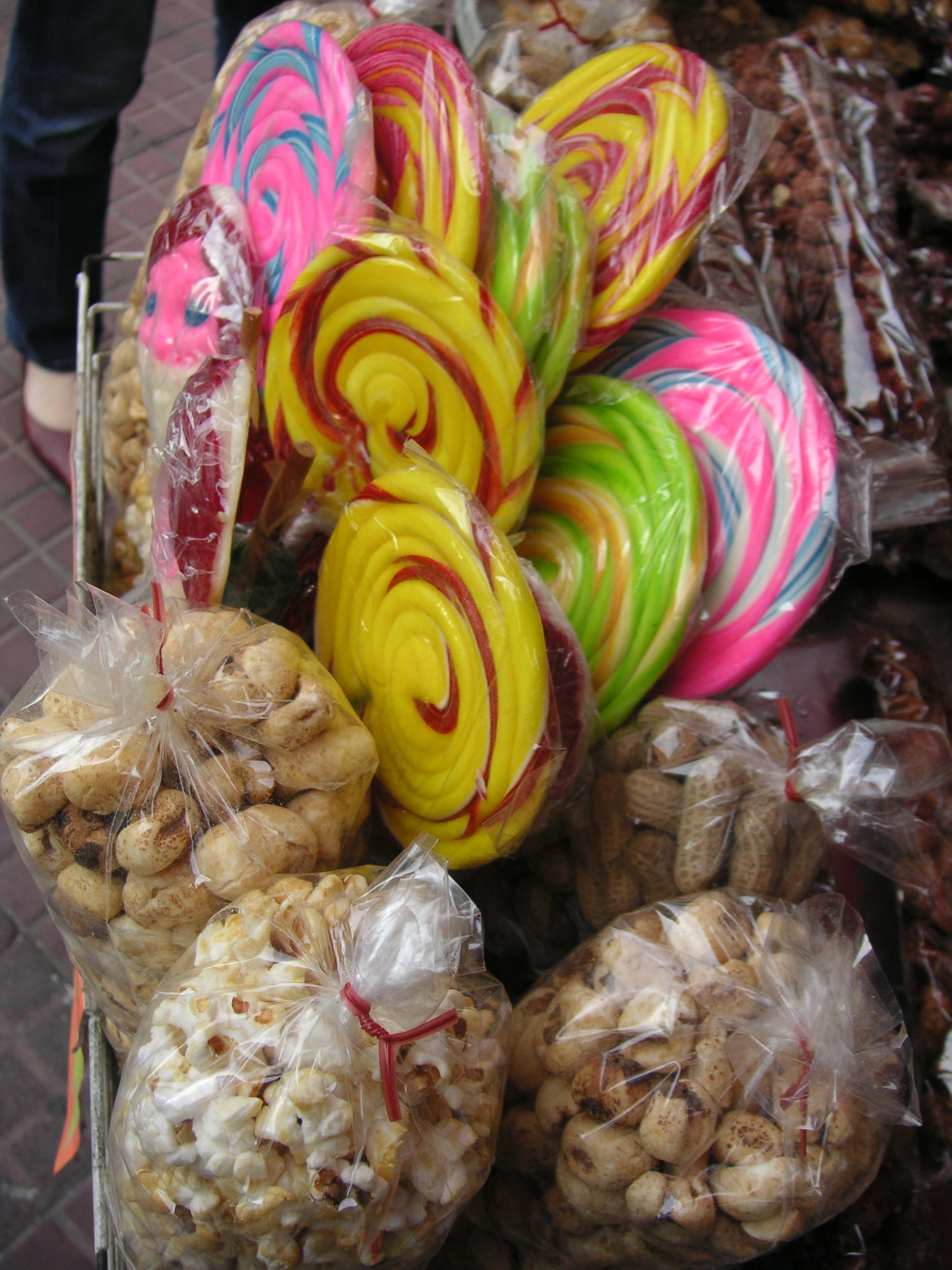
売られている様子
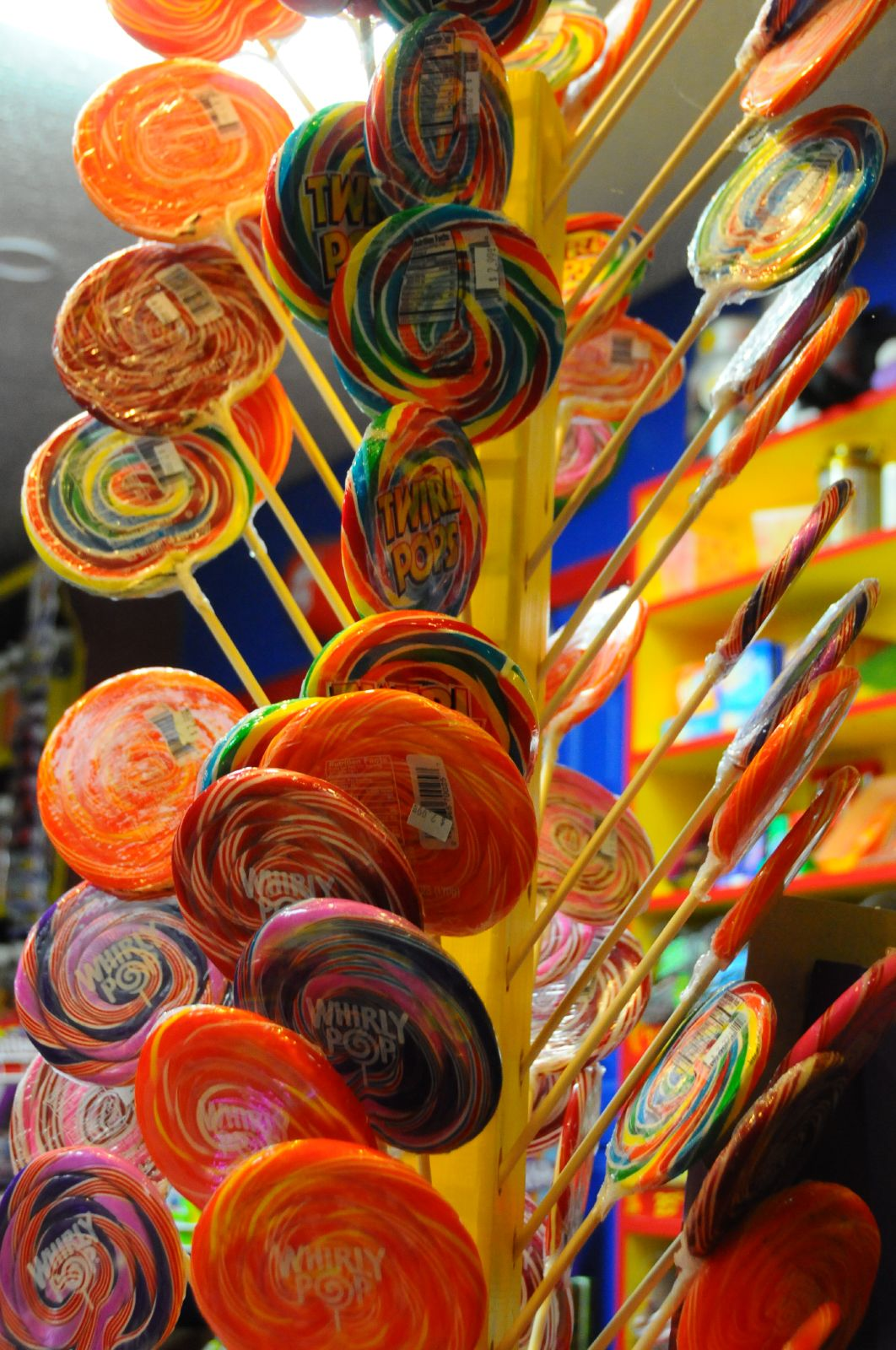
ショップのディスプレイ
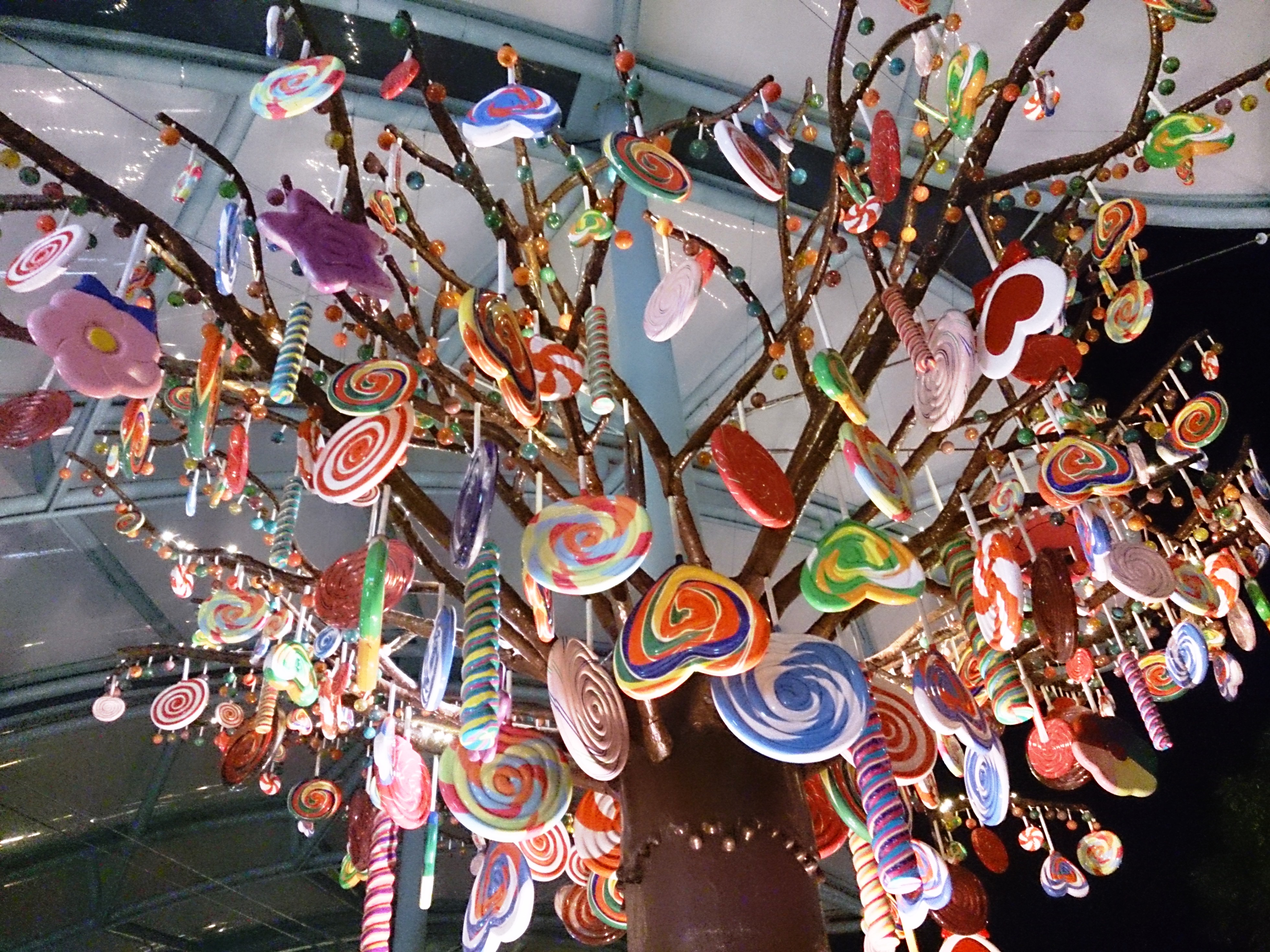
リゾート・ワールド・セントーサのお店キャンディ・リシャスのモビール「キャンディ・ツリー」
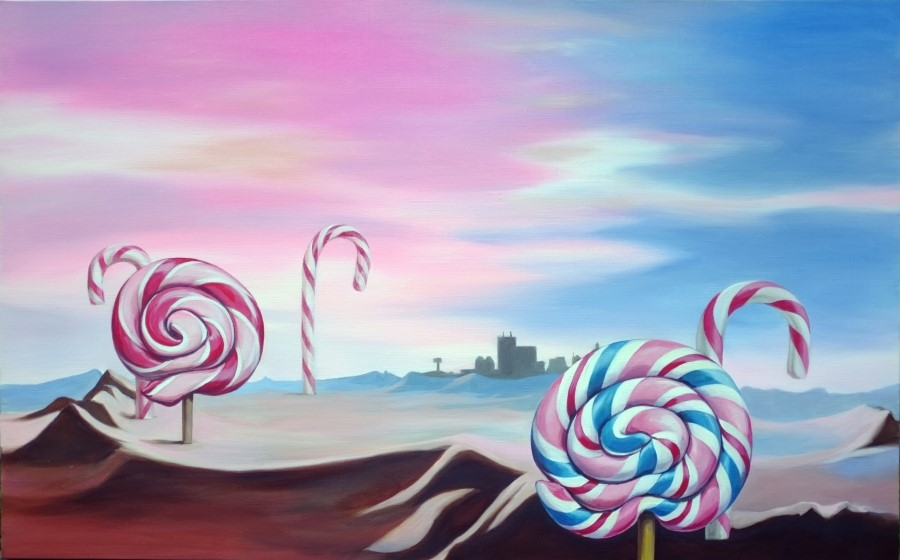
シュルレアリスム作品
Androidのキャラクタードロイド君
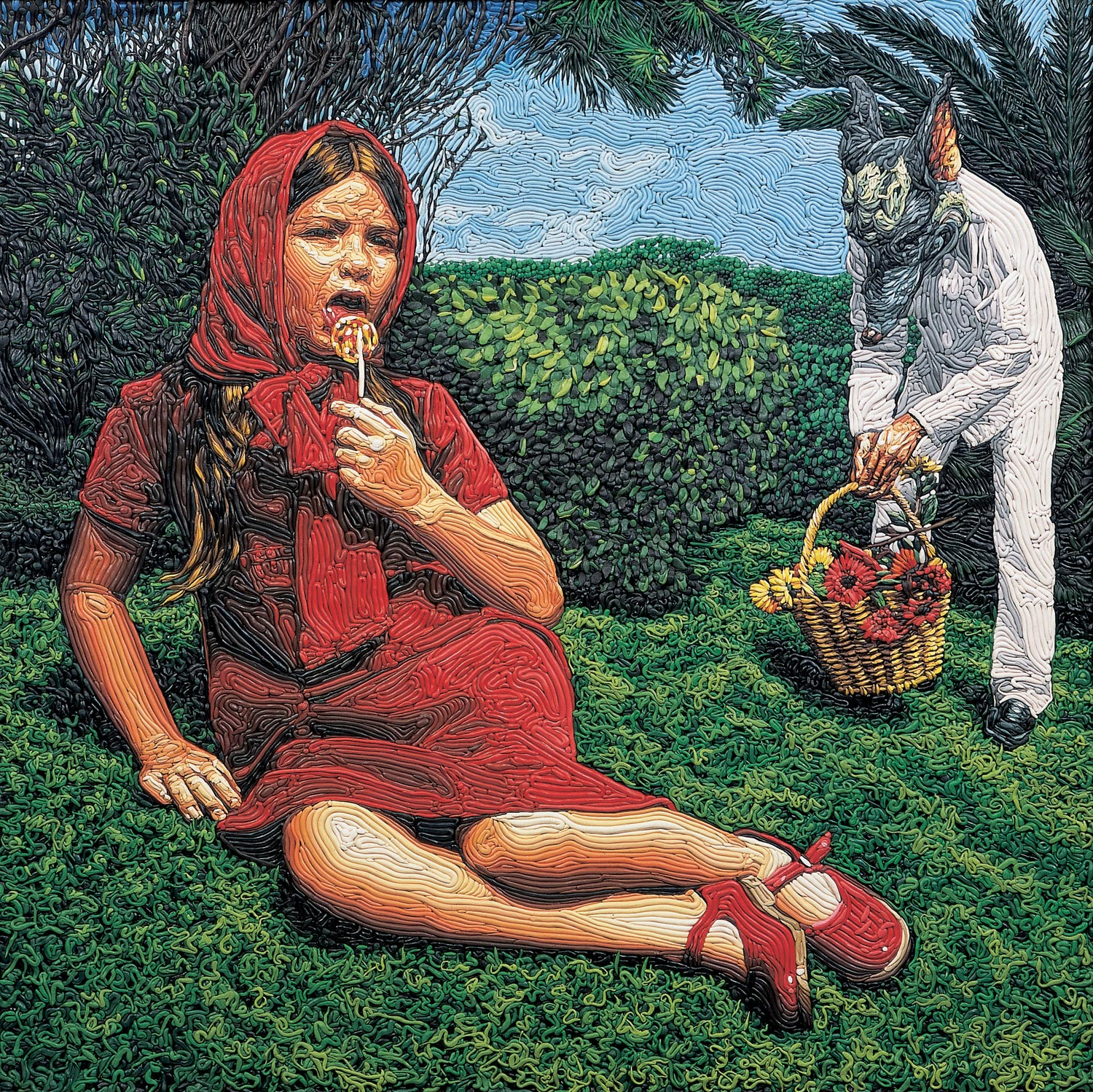
ブエノスアイレスの芸術家集団モンドンゴ（英語版）のアート作品